# Eucynortula bituberculata
Eucynortula bituberculata is een hooiwagen uit de familie Cosmetidae.